# Hôtel de Bavière

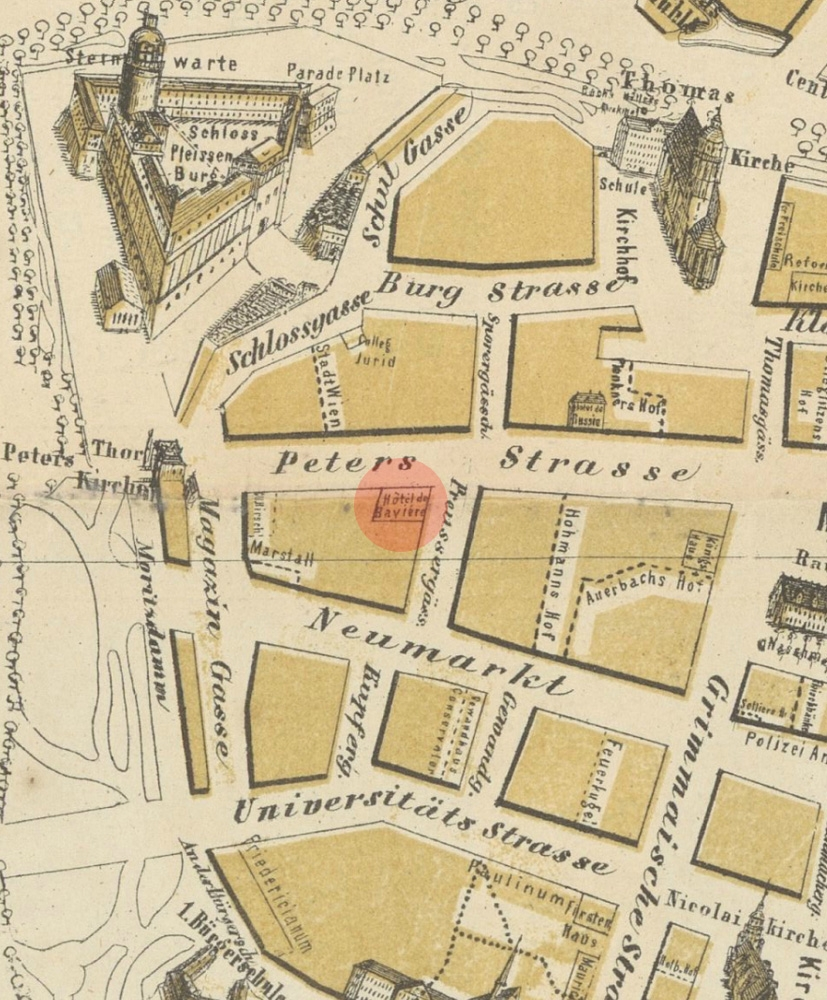
Das Hôtel de Bavière auf einem Stadtplan von 1858

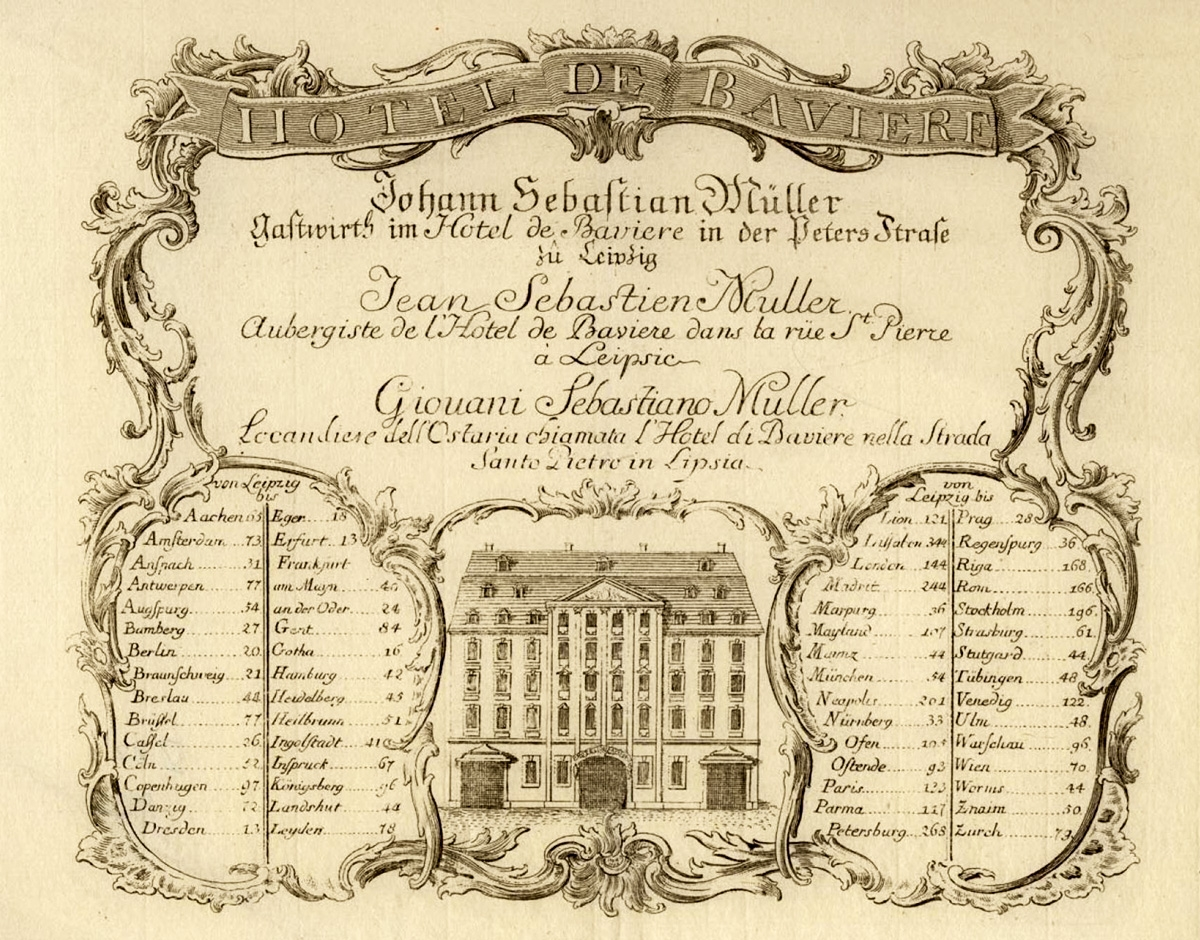
Werbung für das Hôtel de Bavière 1772

Das Hôtel de Bavière in der Petersstraße 25 gehörte von 1768 bis 1912 zu den größten und komfortabelsten Hotels in Leipzig.

## Geschichte
Das Grundstück Petersstraße Nr. 25 gehörte seit dem 15. Jahrhundert bis 1555 der Leipziger Kaufmannsfamilie Preußer. Hier wurde auch schon zu dieser Zeit ein Gasthof betrieben, von dem allerdings kein Name überliefert ist. 1720 ist von Geißlers Hof die Rede.
1768 erhielt der Wirt Reißing für das Haus die kurfürstliche Genehmigung, die Bezeichnung Hôtel de Bavière (also etwa Bayrischer Hof) führen zu dürfen. Eine besondere Beziehung zu Bayern gab es nicht. Im Antrag waren außer de Bavière noch de Trèves (Trier) und de Pologne vorgeschlagen worden, und der Kurfürst hatte de Bavière gewählt. 1772 warb ein Johann Sebastian Müller für sein Hôtel de Bavière. Später war es im Besitz von Julius Kistner, der es 1838 an Wilhelm Redslob verkaufte, der es bis zu seinem Tod führte.
Das Hotel entwickelte sich prächtig. Mit seinen 120 Zimmern, Bädern, Sälen und dem Restaurant gehörte es zur Leipziger Spitzenklasse.

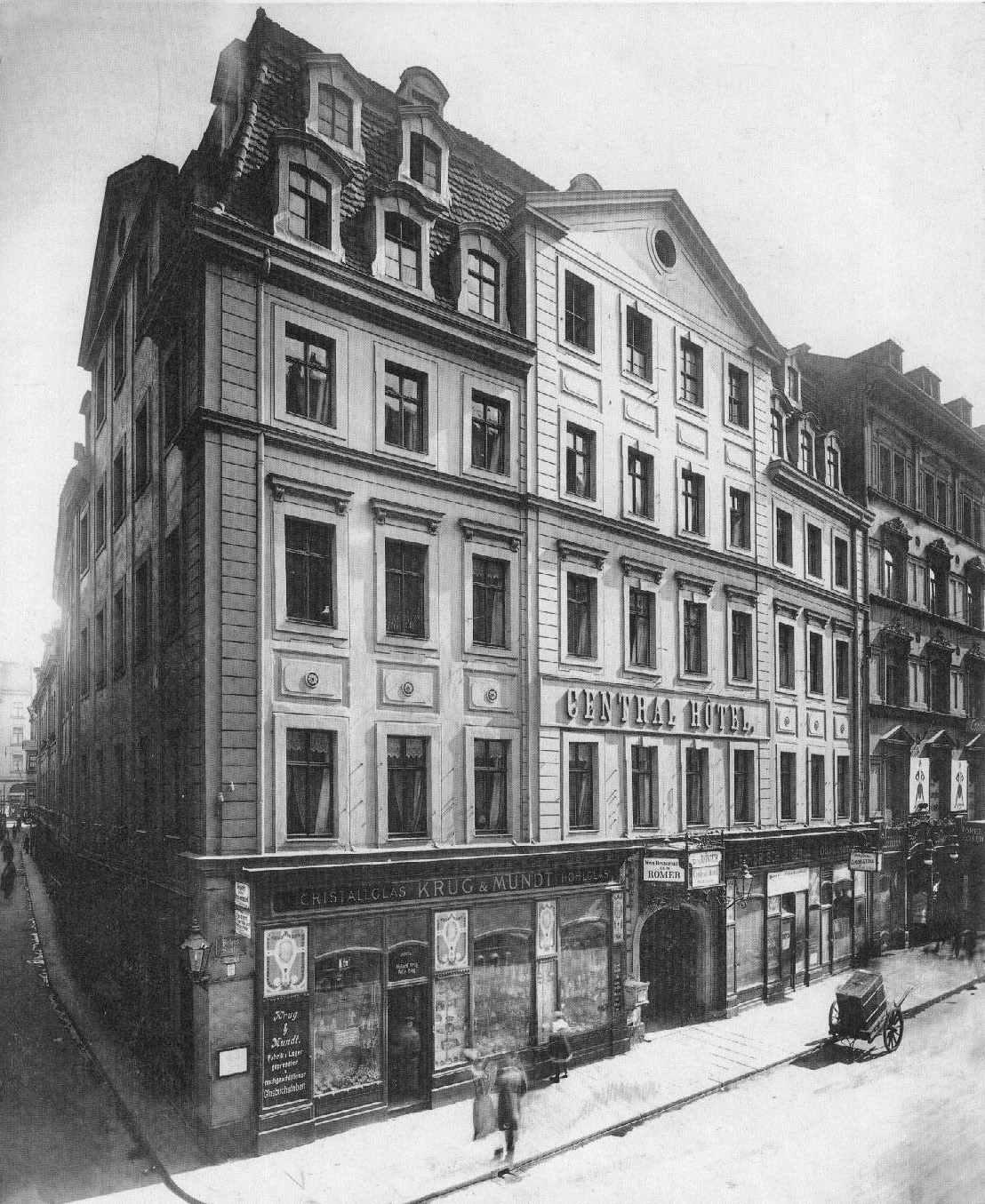
Das Central-Hotel vor dem Abriss 1912

Carl Weidinger schrieb 1860 in Leipzig – Ein Führer durch die Stadt:
„Von großen Hotels müssen wir das Hotel de Bavière oder den Bayrischen Hof (in der Petersstraße) als dasjenige bezeichnen, welches am meisten von fürstlichen Personen und anderen vornehmen Reisenden besucht wird, die hier eine elegante Einrichtung und gewählte Bewirthung vorfinden.“
So stieg am 29. Juni 1858 der preußische König Friedrich Wilhelm IV. mit der Königin und seinem Gefolge auf einer Reise zu einer Gebirgskur im Hotel ab. Hier traf er auch den sächsischen König Johann.
Im November 1887 wurde das Haus in Hotel Central umbenannt. 1912 wurde es abgebrochen, da auf dem Grundstück und den beiden südlich benachbarten von 1912 bis 1914 das Warenhaus Althoff errichtet wurde. Nach der Beseitigung der Schäden des Zweiten Weltkriegs wurde daraus ein Centrum Warenhaus, seit 1991 ist es Karstadt-Warenhaus.
Am Neumarkt kündet am Kaufhaus Karstadt eine Erinnerungstafel davon, dass 1801 Friedrich Schiller im Hotel de Bavière gewohnt hat.